# Rogowo (przystanek kolejowy)
Rogowo – zlikwidowany przystanek gryfickiej kolei wąskotorowej w Rogowie, w województwie zachodniopomorskim, w Polsce. Przystanek został zlikwidowany po 1945 roku.